# موسى القدومي
مُوسَى بْنُ عِيسَى بْنِ عَبْدِ اللَّهِ صُوفَانَ بْنِ عِيسَى بْنِ سَلَامَةَ بْنِ عُبَيْدٍ الْقَدُّومِيُّ النَّابُلُسِيُّ الْحَنْبَلِيُّ ويُعرف اختصارًا بـ موسى القدومي (1265 – 1336هـ / 1849 – 1918م)، فقيه حنبلي من كفر قدوم.

## سيرته
ولد سنة 1265 هـ بنابلس ونشأ بها، ثم قصد دمشق لطلب العلم فأخذ الفقه، والفرائض، والتوحيد، عن محمد بن حسن الشطي وأخيه أحمد بن حسن الشطي (ت. 1316 هـ)، وأخذ التفسير، والحديث، والنحو، والصرف، والمنطق، عن محمد بن أحمد المنيني (ت. 1316 هـ)، وسليم بن ياسين العطار (ت. 1307 هـ)، وبكري بن حامد العطار (ت. 1320 هـ)، وكتبوا له إجازات.
ثم عاد إلى نابلس وشارك ابن عمه عبد الله بن عودة بن عبد الله بن صوفان القدومي في التدريس بمدرسة الجامع الصلاحي الكبير، ولما سافر عبد الله بن عودة إلى الديار الحجازية انفرد موسى القدومي بالتدريس في نابلس فأفاد، وأجاد، وقصده الطلبة الوراد، وتوفي بنابلس ليلة عيد الفطر سنة 1336 هـ. وصلي عليه بمشهد حافل، ودفن قريبا من السفاريني.

## مؤلفاته
- الأجوبة الجلية في الأحكام الحنبلية.

### فهرس المراجع
منشورات
1. ↑  القدومي (1999)، ص. 9–10.
2. 1 2  القدومي (1999)، ص. 11.
3. 1 2  القدومي (1999)، ص. 15.
4. ↑  القدومي (1999)، ص. 10.
5. ↑  القدومي (1999)، ص. 12–13.
6. ↑  القدومي (1999)، ص. 13–14.
7. ↑  معجم المؤلفين: ١٣/ ٤٤
8. ↑  الشطي (1986)، ص. 215.
9. ↑  تكملة النعت الأكمل: ٤٠٣
10. ↑  الذيل على الدر المنضد رقم الترجمة: ٢٢٨
11. ↑  ابن عثيمين (2001)، ص. 1762.

### بيانات المراجع (مُرتَّبة حسب تاريخ النشر)
- محمد جميل الشطي (1986)، مختصر طبقات الحنابلة، تحقيق: فواز أحمد الزمرلي (ط. 1)، بيروت: دار الكتاب العربي، OCLC:61618791، QID:Q132420787
- موسى القدومي (1999)، الأجوبة الجلية في الأحكام الحنبلية: مائة سؤال وجواب في تعليم الفقه الحنبلي (PDF)، تحقيق: نور الدين طالب (ط. 1)، الرياض: دار أطلس للنشر والتوزيع، OCLC:610060835، OL:19205256M، QID:Q132348575
- صالح بن عبد العزيز آل عثيمين (2001)، تسهيل السابلة لمريد معرفة الحنابلة، تحقيق: بكر بن عبد الله أبو زيد (ط. 1)، بيروت: مؤسسة الرسالة، ج. 3، QID:Q132398856